# Radio Universidad Austral de Chile
Radio Universidad Austral de Chile, es una estación de radio ubicada en el 90.1 del dial FM de la ciudad de Valdivia. Esta radio es propiedad de la Universidad Austral de Chile y depende de esta casa de estudios para su administración directa. 
Radio UACh, se ha caracterizado por su programación de música selecta, difusión cultural, científica/humanística y poseer además más de 55 años de existencia, caracterizándose por la divulgación cultural, científica y académica de la ciudad de Valdivia.
Transmite desde sus estudios centrales ubicados en el Edificio 900 del Campus Miraflores (Ciencias de la Ingeniería) de la misma universidad. 

## Historia de la Emisora
Ha sido la emisora más antigua de la Región de Los Ríos, está adscrita a la ARCHI. Radio UACh, siempre ha sido reconocida por su programación musical selecta o docta, pero además por ser una emisora de gran prestancia al ser un aporte a la cultura de la Región de Los Ríos al estar bajo la tutela de la Universidad Austral de Chile.
Radio Universidad Austral de Chile, inició sus transmisiones el día 26 de julio de 1961, en aquel entonces funcionó bajo el nombre de CD 125 "Radio Universidad Técnica del Estado" en la frecuencia AM. Sin embargo, en el año 1988, la Radio pasó por concesión a la Universidad Austral de Chile, junto con la creación de la Facultad de Ciencias de la Ingeniería, bajo la dirección del Rector delegado Juan Jorge Ebert.
Desde el año 1990, con la vuelta de la democracia en Chile y bajo la Rectoría del Profesor Dr. Norman Haberveck Ojeda, la radio se caracterizó por incrementar su programación cultural, cuidando su línea programática y con los objetivos fundacionales de la Universidad, además de tener un mayor compromiso y cercanía con el desarrollo local/cultural, permitiendo una mejor conexión entre la ciudadanía de Valdivia y la Universidad. 

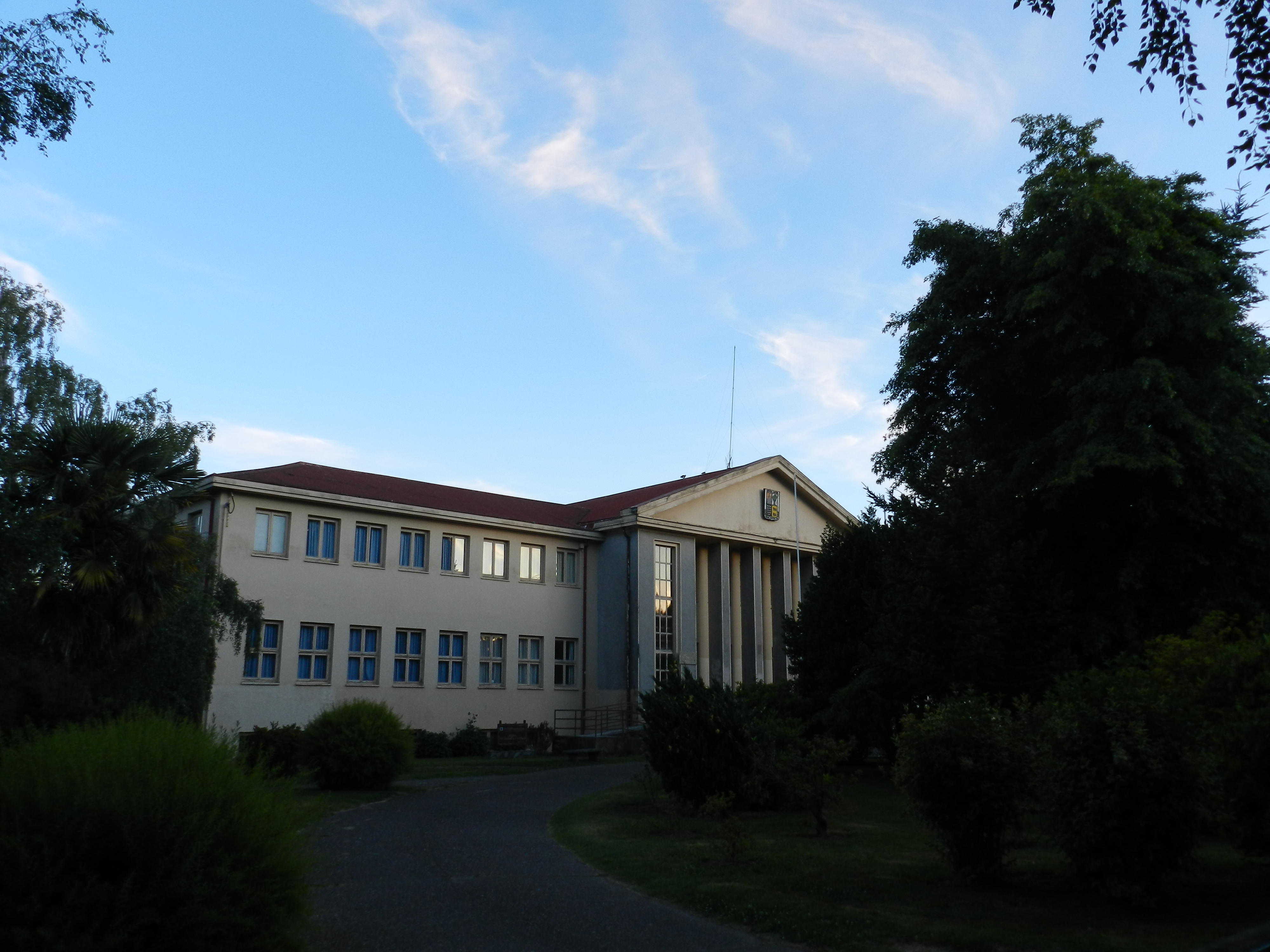
Radio UACh se ubica en el Campus Miraflores.

En el año 1994, con la Rectoría del Dr. Manfred Max-Neef se permitió la incorporación de avisaje comercial local dentro de su programación, pero manteniendo intacta su línea programática e introduciendo boletines centrales noticiosos propios de las actividades del desarrollo académico-estudiantil, noticias relacionadas con el Cine Club de la Universidad Austral de Chile y exposiciones culturales del Museo Histórico y Antropológico Maurice van de Maele y Museo de Arte Contemporáneo de Valdivia, dependientes de la Universidad.
Desde el año 2015, con la Rectoría del Dr. Óscar Galindo Villarroel, la emisora comenzó una nueva etapa de desarrollo, eliminando de raíz el avisaje comercial, abriéndose de mejor manera a la comunidad universitaria en su conjunto, procurando facilitar las herramientas para una mayor producción de programas de énfasis educativo y de divulgación de los diversos quehaceres de la academia, conjuntamente transmitiendo el conocimiento científico, humanístico, tecnológico y social. Además de ser un espacio abierto a la difusión del acontecer noticioso local y regional, difundir la cartelera cinematográfica cultural del Cine Club de la Universidad Austral de Chile, exposiciones culturales del Museo Histórico y Antropológico Maurice van de Maele y Museo de Arte Contemporáneo de Valdivia, posibilitando igualmente la realización de programas de debate de diversas instituciones relacionadas con la cultura regional.
En el año 2018, Radio UACh, transmitió los conciertos más importantes realizados desde el Conservatorio de Música de la Universidad Austral de Chile y los realizados por la Orquesta de Cámara de Valdivia en sus giras nacionales e internacionales, e igualmente ser patrocinador oficial del Festival Internacional de Cine de Valdivia.

### Reestructuración
En noviembre de 2019, Radio UACh reestructura gran parte de su programación musical y de contenidos (pero manteniendo la línea editorial de la Universidad) en la que, aleja casi en su totalidad, la tradicional música docta (dejando sólo un microespacio) y eliminando por completo el folklore chileno. La nueva reestructuración implicó transmisión las 24 horas del día, un cambio de formato a música miscelánea, chilena contemporánea actual y manteniendo programas de información y conversación social-cultural.

## Programas Emblemáticos
Desde el año 2015; Radio UACh, en conjunto con la Facultad de Medicina de la Universidad Austral de Chile, ha transmitido con gran aceptación en la comunidad universitaria y de la ciudad, el programa "UAChonas, sexualidad sin mitos", siendo una iniciativa orientada a informar a la comunidad sobre planificación familiar y salud sexual en todos los géneros y ámbitos, derribando los mitos y aclarando las dudas de sus auditores, siendo su público objetivo principalmente juvenil.
Tal programa ha tenido amplia aceptación y ha recibido premios y reconocimientos en Chile, España y México, como un aporte a la educación sexual en los jóvenes. El programa se ha transmitido al aire de forma ininterrumpida desde 2015, todos los jueves a las 21.00 horas, teniendo canal directo a través de la emisora, por redes sociales y masivas.
Uno de los programas más exitosos del último tiempo es el espacio juvenil "Hand Roll" cuya temática se centra especialmente en la cultura japonesa ligada al anime y manga, aunque también los videojuegos forman parte del programa. Este espacio radial, a 2019 ya va en su cuarta temporada y esta bajo la dirección Alejandro Escobar, estudiante de Periodismo y famoso exlocutor de Paillaco, también fue pionero en llevar el formato de streaming por redes sociales para difundir en otras plataformas, éste y otros programas de la radio.

## Colaboradores de Radio UACh
- Red de Radios Universitarias de Chile.
- Facultad de Filosofía y Humanidades, UACh.
- Facultad de Ciencias de la Ingeniería, UACh.
- Facultad de Medicina, UACh.
- Escuela de Periodismo, UACh.
- Escuela de Ingeniería en Acústica, UACh.
- Instituto de Acústica, UACh.
- Dirección de Vinculación con el Medio, UACh.
- Conservatorio de Música de la Universidad Austral de Chile.
- Orquesta de Cámara de Valdivia (OCV).
- Festival Internacional de Cine de Valdivia.
- Museo Histórico y Antropológico Maurice van de Maele.
- Museo de Arte Contemporáneo de Valdivia.

## Antiguas Frecuencias
- CD-125: AM.